# Диброва (Шептицкий район)
Диброва (укр. Діброва) — село в Белзской городской общине Шептицкого района Львовской области Украины.
Население по переписи 2001 года составляло 630 человек. Занимает площадь 5,36 км². Почтовый индекс — 80068. Телефонный код — 3257.

## История
В 1946 г. Указом ПВС УССР хутор Салаши переименован в Диброва.